# 双泉镇 (五大连池市)
双泉镇，是中华人民共和国黑龙江省黑河市五大连池市下辖的一个乡镇级行政单位。

## 行政区划
双泉镇下辖以下地区：
三合村、一心村、双泉村、宝泉村、东兴村、向阳村、龙头村和龙丰村。